# ニューオーリンズ国際河川博覧会
ニューオーリンズ国際河川博覧会（ニューオーリンズこくさいかせんはくらんかい, The 1984 Louisiana World Exposition, Expo 1984）は、1984年5月12日から11月11日までアメリカ合衆国ルイジアナ州ニューオーリンズで開催された国際博覧会（特別博）である。テーマは「川の世界、水は命の源」。26ヶ国が参加し、会期中733万5千人が来場した。
1984年のニューオーリンズ国際河川博覧会は入場者数の問題に悩まされ、会期中に破産を宣告された唯一の博覧会となっている。多くの人は、1982年のノックスビル国際エネルギー博覧会からわずか2年と2州を隔てて開催されたことと、1984年のロサンゼルスオリンピックと重なったため、参加者数が少なかったことを非難した。1982年にウォルト・ディズニー・ワールドのエプコット・センターがオープンしたことも、より多くの人々をフロリダ州オーランドに引き寄せたのではないかと考える人もいる。2023年の時点で、ニューオーリンズでの国際博覧会以来、米国で国際博覧会は開催されていない。

## ロゴマーク
ニューオーリンズ国際河川博覧会のテーマである「川の世界、水は命の源」をイメージした、地球儀と川と数字の「84」を描いている。

## マスコット

### シーモア・D・フェア（Seymore D. Fair）
ロバート・ホイットニーによって制作された、1983年6月1日に登場した、身長7フィート6インチ（約228.6センチメートル）の水色のシルクハットと水色の紳士服を着た、アメリカシロペリカンの男性であり、国際博覧会史上初の公式マスコットである。英語で「博覧会をもっと見る（See More of the Fair）」という文言の南部アメリカ英語のニューオーリンズ方言が訛ったものが「シーモア・ド・フェア（Seymore D’ Fair）」の名前の由来である。公式愛称は「シーモア（Seymore）」。シーモアは、テーマである「川の世界、水は命の源」を強調し、子供たちへのアピール手段となるとみなされた。

### その他のマスコット
- ペペ・ラ・ゲーター（Pepe’ La Gator）

1984年3月13日に登場した、ピンクのポーラーハットとピンクの紳士服を着た、ワニ。シーモア・D・フェアの友達である。

### 博覧会終了後の活躍
- 権利擁護と教育

ニューオーリンズ国際河川博覧会での仕事に加えて、シーモアは数多くの教育、市民、地域社会の活動、特に薬物のないライフスタイル、動物福祉、ポジティブ行動プログラムに従事しました。1986年、彼とクリッターの友人たちは、ルイジアナ・スーパードーム（現・シーザーズ・スーパードーム）で開催された全国的な「ジャスト・セイ・ノー」集会でナンシー・レーガン大統領夫人と共演した。
大統領夫人の反麻薬キャンペーンに触発されたシーモア＆ザ・クリッターズは、1986年に地元の法執行機関と協力して「クリッターズ＆キッズ・ジャスト・セイ・ノー・トゥ・ドラッグ」という薬物教育プログラムを制作した。この2部構成のプログラムは、45分間のライブ シアター プレゼンテーションと、プログラム後の教室での指導ユニットで構成されていた。ニューオーリンズ都市圏の公立、私立、教区学校約100校が参加し、幼稚園から6年生までの40,000人の生徒がライブシアタープレゼンテーションに参加しました。当時、ハリー・リー・ジェファーソン教区保安官は、クリッターズ＆キッズ・ジャスト・セイ・ノー・プログラムはルイジアナ州史上最大の特異な薬物教育活動であると宣言した。
- 栄誉と賞

1984年11月の博覧会の閉幕時、シーモアはドロシーのルビーの靴と一緒にスミソニアン博物館に安置された。彼はまた、ニューオーリンズ歴史コレクションとルイジアナ州立公文書館にも登録され、目立つように展示されている。 「クリッターズ」として知られるシーモアとその友人たちは、当時のエドウィン・E・エドワーズ知事によってルイジアナ州の「親善大使」に任命された。ニューオーリンズ市長アーネスト・ネイサン・モリアルは1986年に1月24日を「シーモア・D・フェア」の日とする宣言を出した。